# Alfredo Gabrielli
Alfredo Gabrielli (Monteleone, 27 febbraio 1862 – Tropea, 24 dicembre 1948) è stato un generale italiano, che nel corso della prima guerra mondiale fu comandante del 114º Reggimento fanteria, del 67º Reggimento fanteria della Brigata Messina e della Brigata Pisa, e venne decorato con la Croce di Cavaliere dell'Ordine militare di Savoia e con la Medaglia d'argento al valor militare.

## Biografia
Nacque a Monteleone il 27 febbraio 1867, figlio del conte Pasquale, possidente, e della signora Carlotta Toraldo, all'interno di una antica e aristocratica famiglia di Tropea. Dopo aver completato gli studi presso il Liceo "Filangieri" della sua città natale, a diciotto anni iniziò a frequentare la Scuola Militare di Modena da dove uscì due anni dopo con il grado di sottotenente assegnato all'arma di fanteria. Fu promosso tenente nel 1892, in servizio presso il 77º Reggimento fanteria della Brigata Toscana, e capitano nel 1903. Nel 1908 si distinse nell'opera di soccorso alle popolazioni colpite dal violento terremoto che distrusse Reggio Calabria, Messina e diversi centri abitati della Calabria.
Nel 1913 partì da Napoli e raggiunse la Tripolitania e la Cirenaica, dove si distinse per in diversi fatti combattimenti per il consolidamento dell'occupazione italiana della Libia che gli fecero ottenere la promozione al grado di maggiore nel 67º Reggimento fanteria. Rientrato in Italia a guerra contro l'Impero austro-ungarico già iniziata, il 29 giugno 1916 venne inviato in zona di operazioni al comando del 114º Reggimento fanteria che comandò dal 1º luglio dello stesso anno con il grado di colonnello. Alla guida del reggimento si distinse particolarmente tra il 23 e il 27 maggio 1917 negli attacchi contro le quote 235 e 237, venendo insignito della Croce di Cavaliere dell'Ordine militare di Savoia. Rimasto ferito in combattimento il 22 agosto successivo, durante i ripetuti attacchi contro le trincee nemiche, per le sue compromesse condizioni fisiche, fu costretto a lasciare il comando del reggimento restando a disposizione del Ministero della guerra. Verso la fine dell'anno, con il grado di colonnello brigadiere, assunse il comando della XI Brigata di stanza a Perugia, una unità che inquadrava i numerosi prigionieri e disertori austro-ungarici di nazionalità cecoslovacca come unità cobelligeranti.
Fu comandante del 67º Reggimento fanteria della Brigata Palermo dal 1 dicembre 1917 al 29 gennaio 1918. Dal 29 gennaio al 22 maggio 1918 e dal 30 giugno al 30 luglio dello stesso anno fu comandante della Brigata Messina.
Raggiunse nuovamente la zona di guerra il 15 ottobre 1918, assumendo il comando della Brigata Pisa pochi giorni prima dell'inizio della battaglia di Vittorio Veneto (24 ottobre 1918). II 28 ottobre durante un ennesimo scontro con le truppe nemiche rimase nuovamente ferito in combattimento venendo curato presso l'ospedale da campo n. 045. Per questo fatto fu insignito della medaglia d'argento al valor militare.
Finita la guerra con il grado di brigadiere generale, partecipò come legionario all'impresa di Fiume condotta da Gabriele D'Annunzio. Conclusa la sua carriera militare ritornò alla vita civile, e si stabilì a Tropea dove fu sindaco per quattro anni, dal 1920 al 1923, occupandosi di politica anche a livello provinciale. Aderì subito al nascente fascismo e agli inizi di novembre 1922 inviò un messaggio di auguri di buon lavoro al nuovo capo del governo Mussolini e al Ministro della guerra generale Armando Diaz. Il 1º febbraio 1923 divenne generale di brigata della riserva. Rappresentante di quel ceto politico cittadino di estrazione nobiliare, fece parte del gruppo che si riconosceva nel deputato Ignazio Larussa che per un anno, tra il 1924 e il 1925, ebbe vari incarichi nel governo fascista.  I suoi quattro anni da sindaco furono alquanto travagliati, con la maggioranza che lo sosteneva che via via andò sfaldandosi. Si oppose con determinazione alla creazione della Leghe bianche contadine (5.000 soci) fondate da don Michele Pugliese che aveva creato anche a una Cassa rurale, rischiando così di dar vita ad una rivolta popolare.
Si dimise da sindaco nel marzo 1923, praticamente sfiduciato dal consiglio comunale, ma avendo condotto la città dal sistema liberale al fascismo, grazie anche al sostegno del vescovo di Nicotera e Tropea Felice Cribellati.  Nel dicembre successivo entrò a far parte del Direttivo provinciale del Partito Nazionale Fascista di Catanzaro, chiamatovi dal segretario federale Enrico Salerno. In seguito a una delicata quanto misteriosa inchiesta sulla sua vita privata a cui fu sottoposto da parte di una commissione dell'esercito, fu costretto a dimettersi passando nei ruoli della riserva.  Si ritirò a vita privata, e rimasto vedovo della moglie Rachele De Napoli, visse nel palazzo di famiglia, accanto al fratello Eduardo (1865-1951) e ai nipoti.  Si spense a Tropea il 24 dicembre 1948.

### Annotazioni
1. ↑  Fu il nucleo militare che costituì la base per la formazione del futuro esercito cecoslovacco.
2. ↑  Anche lui raggiunse il grado di generale dell’esercito e fu decorato di medaglia d’argento al valor militare nel 1891.

### Fonti
1. 1 2 3 4 5 6 7 8 9 10 11 12 13 14 15 16 17  Istituto Calabrese per la Storia dell'Antifascismo e dell'Italia Contemporanea.
2. 1 2 3  Del Vecchio 2015, p. 17.
3. ↑   Bollettino ufficiale delle nomine, promozioni e destinazioni negli uffiziali, 1892,  p. 205. URL consultato il 1º gennaio 2022.
4. 1 2  Anfcividale.
5. ↑  Iacopi.
6. ↑   Bollettino ufficiale delle nomine, promozioni e destinazioni negli uffiziali, 1917,  p. 7562. URL consultato il 1º gennaio 2022.
7. ↑  Storia e Memoria di Bologna.
8. 1 2   Bollettino ufficiale delle nomine, promozioni e destinazioni negli uffiziali, 1923,  p. 2513. URL consultato il 1º gennaio 2022.
9. ↑  Del Vecchio 2015, p. 18.
10. ↑  Cordova 2003, p. 155.